# Epistreptus silvestrii
Epistreptus silvestrii är en mångfotingart som beskrevs av Kraus 1955. Epistreptus silvestrii ingår i släktet Epistreptus och familjen Spirostreptidae. Inga underarter finns listade i Catalogue of Life.